# استوارت استرن
استوارت استرن (انگلیسی: Stewart Stern؛ زادهٔ ۲۲ مارس ۱۹۲۲) فیلم‌نامه‌نویس اهل ایالات متحده آمریکا است.